# Порядок денний
Поря́док де́нний або аґе́нда (лат. agenda, також адже́нда) — це список запланованих подій на нарадах в порядку виконання. Зазвичай включає один або більше пунктів (тем) дискусії. Може, але не зобов'язаний, включати конкретний час кожної події.